# Championnat de Serbie-et-Monténégro masculin de handball
Le Championnat de la RF de Yougoslavie puis de Serbie-et-Monténégro était le plus haut niveau de clubs masculins de handball en République fédérale de Yougoslavie devenue Serbie-et-Monténégro en 2003. Il a été créé en 1991 après la dissolution de la Yougoslavie. 
Il était précédé par le Championnat de Yougoslavie et a été suivi en 2006 par le championnat de Serbie et par le championnat du Monténégro

## Palmarès
| Saison                              | Champion                      | Vice-champion                 | Troisième                     |
| Championnat de RF Yougoslavie       | Championnat de RF Yougoslavie | Championnat de RF Yougoslavie | Championnat de RF Yougoslavie |
| ----------------------------------- | ----------------------------- | ----------------------------- | ----------------------------- |
| 1992                                | RK Proleter Zrenjanin         | Partizan Belgrade             | Étoile rouge de Belgrade      |
| 1993                                | Partizan Belgrade             | Étoile rouge de Belgrade      | RK Proleter Zrenjanin         |
| 1994                                | Partizan Belgrade             | RK Proleter Zrenjanin         | Étoile rouge de Belgrade      |
| 1995                                | Partizan Belgrade             | Étoile rouge de Belgrade      | RK Vrbas                      |
| 1996                                | Étoile rouge de Belgrade      | Partizan Belgrade             | Mornar Bar                    |
| 1997                                | Étoile rouge de Belgrade      | RK Lovćen Cetinje             | RK Železničar Niš             |
| 1998                                | Étoile rouge de Belgrade      | RK Železničar Niš             | RK Lovćen Cetinje             |
| 1999                                | Partizan Belgrade             | RK Lovćen Cetinje             | Sintelon Bačka Palanka        |
| 2000                                | RK Lovćen Cetinje             | Sintelon Bačka Palanka        | Partizan Belgrade             |
| 2001                                | RK Lovćen Cetinje             | Sintelon Bačka Palanka        | Partizan Belgrade             |
| 2002                                | Partizan Belgrade             | RK Lovćen Cetinje             | Sintelon Bačka Palanka        |
| Championnat de Serbie-et-Monténégro |                               |                               |                               |
| 2003                                | Partizan Belgrade             | RK Lovćen Cetinje             | Étoile rouge de Belgrade      |
| 2004                                | Étoile rouge de Belgrade      | Partizan Belgrade             | Fidelinka Subotica            |
| 2005                                | Vojvodina Novi Sad            | Fidelinka Subotica            | Partizan Belgrade             |
| 2006                                | Étoile rouge de Belgrade      | Partizan Belgrade             | RK Lovćen Cetinje             |

## Bilan par club
| Rang  | Club                      | Champion | Champion                           | Vice-champion | Vice-champion          |   |
| Rang  | Club                      | Nombre   | Saisons                            | Nombre        | Saisons                |   |
| ----- | ------------------------- | -------- | ---------------------------------- | ------------- | ---------------------- | - |
| 1     | Partizan Belgrade         | 6        | 1993, 1994, 1995, 1999, 2002, 2003 | 3             | 1996, 2004, 2006       |   |
| 2     | Étoile rouge de Belgrade  | 5        | 1996, 1997, 1998, 2004, 2006       | 2             | 1993, 1995             |   |
| 3     | RK Lovćen Cetinje         | 2        | 2000, 2001                         | 4             | 1997, 1999, 2002, 2003 |   |
| 4     | RK Proleter Zrenjanin     | 1        | 1992                               | 1             | 1994                   |   |
| 5     | Vojvodina Novi Sad        | 1        | 2005                               | 0             | -                      |   |
| 6     | RK Sintelon Bačka Palanka | 0        | -                                  | 2             | 2000, 2001             |   |
| 7     | RK Železničar Niš         | 0        | -                                  | 1             | 1998                   |   |
|       | Fidelinka Subotica        | 0        | -                                  | 1             | 2005                   |   |
| Total | Total                     | 14       | 1993                               | 2006          | -                      | - |